# Heteropterys macradena
Heteropterys macradena är en tvåhjärtbladig växtart som först beskrevs av Dc., och fick sitt nu gällande namn av W.R. Anderson. Heteropterys macradena ingår i släktet Heteropterys och familjen Malpighiaceae. Inga underarter finns listade i Catalogue of Life.